# Polystichum atkisoni
Polystichum atkisoni là một loài dương xỉ trong họ Dryopteridaceae. Loài này được Bedd. mô tả khoa học đầu tiên..
Danh pháp khoa học của loài này chưa được làm sáng tỏ. 